# Guillermo Cobo
Pour les articles homonymes, voir Cobo.
Guillermo Cobo est un bodyboardeur espagnol originaire de Telde. Il participe à l'IBA World Tour 2011.